# Анте Павелић
Анте Павелић (Брадина, 14. јул 1889 — Мадрид, 28. децембар 1959) био је хрватски политичар, диктатор и један од оснивача и вођа нацифашистичког покрета Усташе и ратни злочинац. После окупације Југославије, нацистички окупатор поставља га на чело марионетске Независне Државе Хрватске, са титулом поглавникa.
Павелић је био адвокат и политичар из редова Хрватске странке права за време Краљевине Југославије. Када је 1927. изабран као посланик у Народну скупштину Краљевине СХС у првом говору је изјавио је да његов долазак није потврда да он признаје постојеће стање, него да ће се борити против њега за самосталност Хрватске. Колико се нетрпељивости и насилности крило иза те изјаве тада се није могло наслутити.
До краја 1920-их, његове политичке активности су постајала све радикалније како је позивао Хрвате на устанак против Југославије и планирао је стварање независне Хрватске под италијанским протекторатом. Након што је краљ Александар I Карађорђевић увео Шестојануарску диктатуру 1929. године и забранио све политичке странке, Павелић је отишао у иностранство и заједно са Унутрашњом македонском револуционарном организацијом (ВМРО) је планирао да разбије Југославију, због чега су га југословенске власти у одсуству осудиле на смрт. У међувремену Павелић је дошао у Италију, где је основао усташки покрет са циљем стварања независне Хрватске. Павелић је унео терористичке акције у усташки програм, као што су подметање бомби и атентати, покренуо мали устанак у Лици 1932, а све је кулминирало убиством краља Александра изведеног заједно са ВМРО. Павелићу је још једном у Француској осуђен на смрт у одсуству. Због међународног притиска, Италијани су га ухапсили и држали 18 месеци у затвору, што је увелико омело усташе у следећем периоду.
Убрзо по инвазији сила Осовине на Југославију у априлу 1941. Славко Кватерник је, уз немачко допуштење, прогласио оснивање Независне Државе Хрватске у Павелићево име, који се убрзо вратио, преузео контролу над марионетском владом и убрзо створио политички систем сличан нацистичкој Немачкој и фашистичкој Италији. Павелић је морао да Италијанима да територијалне уступке. Бруталан режим који је предводио Павелић је био одговаран за геноцидне прогоне Срба, Јереја и Рома који су живели на територији НДХ, што је укључивало масовна убиства стотине хиљада Срба, и десетине хиљада Јевреја и Рома., као и за прогоне Хрвата антифашиста. Расне политике НДХ су значајно допринеле брзом губитку контроле над окупираној територији, где је становништво масовно одлазило у партизане и четнике, и чак натерало немачке власти да покушају да обуздају Павелића и његову геноцидну кампању.
На крају рата 1945. Павелић је наредио својој војсци да се бори чак и после немачке предаје, али он сам је побегао у Аустрију и избегао репатријацију код Блајбурга. Павелић је на крају стигао до Аргентине, где је остао политички активан. Када је хрватско-усташка имиграција у Аргентини 1957. г. прослављала „Дан независности”, односно дан стварања НДХ (10. април), Благоје Јововић је пуцао на Павелића, али је бивши усташки поглавник преживео, после чега је побегао у Франкову Шпанију. У Шпанији је и преминуо од рана задобијених приликом атентата. Никада из болнице није изашао. Сахрањен у Мадриду, где се закључно са јануаром 2022. године и даље налази његов гроб.

## Биографија

### Младост
Рођен је 14. јула 1889. године у херцеговачком селу Брадини код Иван планине, (Општина Коњиц) тада делу аустроугарског кондоминијума Босне и Херцеговине.
Основну школу похађао је у разним местима по Босни и Херцеговини, зависно где је радио његов отац. Павелић је основну школу похађао у Језеру у исламском мектебу, и у Јајцу. У гимназију се уписао у Травнику. Док је похађао гимназију у Травнику постао је следбеник националистичке идеологије Анте Старчевића и његовог наследника на месту вође Чисте странке права Јосипа Франка (који је био и таст Славко Кватерника, тада аустроугарског пуковника). Због здравствених проблема 1905. године на кратко је прекинуо школовање. У лето је нашао посао на изградњи железничке пруге између Сарајева и Вишеграда. Школовање је наставио у Загребу. Није успео да заврши четврти разред, због чега је понављао разред. Школовање је наставио у гимназији у Сењу, где је завршио пети разред. Због здравствених проблема је опет прекинуо школовање и запослио се на изградњи пута код Бузета. Шести разред је завршио у Карловцу. а седми у Сењу. Матурирао је 1910. године и уписао се на Правни факултет у Загребу. За време ђачких дана је приступио Чистој странци права, као и франковачкој ђачкој организацији. Павелић је 1912. ухапшен због сумње у умешаност на атентат на бана Хрватске-Славоније Славка Цуваја. Право је дипломирао 1914. године, а 1915. године добио doctor iuris почасну титулу. У раздобљу од 1915. до 1918. године радио је као овлашћени записничар у адвокатском нотаријату Александра Хорвата, председника Странке права. Након завршене стручне праксе (1918) радио је као самостални адвокат у Загребу.
Са супругом Маријом је имао двоје деце, сина Велимира и ћерку Вишњу.

### 1920те
Екстремиста од саме своје младости, постао је члан организације знане под именом „Франковци“. У 1919. години врши функцију привременог секретара Хрватске странке права. Како је то објаснио британски историчар А. П. Ј. Тејлор, када су се у Хрватској партији права појавили људи који су одбијали улазити у сукоб са Србима, што је било алфа и омега политичке активности ове партије, партијска већина је формирала Чисту странку права „очишћену од било каквих трагова реализма“ - по Тејлору. Године 1921. Павелић је био ухапшен заједно са неколико других чланова ове партије а затим, кад је пуштен на слободу, покушао је бранити на суду ухапшене чланове партије што му није успело.
Павелићева свадљива природа је постајала све више видљивија у годинама непосредно послије рата када се укључио у сукобе између Централистичке партије и Радићеве Хрватске сељачке странке. Био је једини посланик његове партије у Скупштини Краљевине Југославије али је ретко био присутан на седницама Скупштине а када би био 'био је тих и неактиван седећи на својој столици и само би се повремено укључивао у дуга харангирања-протесте против оних мера које није одобравао.
Раних 1920-их Павелић је почео успостављати контакте са хрватском емиграцијом у Бечу и Будимпешти а касније и са македонском терористичком организацијом ВМРО. Године 1927 је био саветник одбране македонских терориста током скопскога процеса.
Исте 1927. изабран је за загребачког покрајинског заступника, а у јуну исте године представљао је загребачку општину на европском конгресу градова у Паризу. На повратку у Риму је изасланику италијанске владе Даванзатију у име ХСП-а предао промеморију у којој се Италији нуди сарадња у рушењу Југославије. У складу с тим очекује италијанску помоћ у успостављању и заштити хрватске државе, те износи спремност на територијално, политичко, економско и војно прилагођавање италијанским интересима.
На парламентарним изборима 1927. године изабран је, заједно с Трумбићем, за заступника на листи Хрватског блока. У својим говорима у београдској скупштини иступио је против српске политике и изјашњавао се за хрватску самосталност и независност. Унутар странке посебно се посветио раду с омладином те покренуо листове „Старчевић“ и „Кватерник“. После атентата на прваке Хрватске сељачке странке 1928. године приступа Сељачко-демократској коалицији. Тада покреће лист „Хрватски домобран“ с програмом остварења самосталне хрватске државе, а 1. октобра 1929. године оснива истоимену паравојну организацију.

### Емиграција
Павелић је био на функцији секетара Хрватске странке права све до 1929. и почетка Шестојануарске диктатуре. Отприлике у то време, Павелић је почео да организује усташе. Званичан датум оснивања је био 7. јануар 1929.. Након проглашења шестојануарске диктатуре 1929, плашећи се хапшења, под изговором да му је потребна медицинска помоћ, Павелић је отишао у Аустрију у ноћи између 19. и 20. јануара.
Прво под изговором да му је потребно лечење је отишао у Беч. Овде је контактирао друге хрватске емигранте, углавном политичке емигранте и бивше аустроугарске официре, који су се окупили око Стјепана Саркотића и одбили да се врате у Југославију. Након краћег боравка у Аустрији, заједно са Густавом Перчецом Павелић је отишао у Будимпешту.
У марту 1929. усташе су почеле своју терористичку кампању у Југославији убиством Тонија Шлегела у Загребу. Шлегел је био пројугословенски оријентисан уредник новина Новости, који је такође био особа од поверења краља Александра.
Након што су успоставили контакте са ВМРО у априлу 1929. Павелић и Перчец су отишли у Софију. У Софији су 29. априла 1929. године с вођом македонске емиграције Ванчом Михаиловим потписали декларацију о узајамној помоћи Македонаца и Хрвата у рушењу Југославије и стварању самосталних држава Хрватске и Македоније. Михаилов ће бити особа која ће имати највише утицаја на Павелића у будућности. Истовремено у Београду га је Суд за заштиту државе у одсуству 17. августа 1929. године осудио на смрт, заједно са Перчецом. Због пресуде југословенског суда, Павелић је 25. септембра 1929. ухапшен у Бечу и протеран у Немачку. Павелић је напустио Немачку под лажним пасошем и отишао у Италију, где је његова породица већ од раније живела. Пошто је био у контакту са италијанским властима још од 1927, лако је успоставио контакт са фашистима. У јесен 1929. повезао се са италијанским новинарем и Мусолинијевим братом Арналдом Мусолинијем, који је подржавао независност Хрватске без икаквих територијалних симпатија.
У Италији, поткрај 1930. оснива тајну терористичку организацију „Усташа - хрватска револуционарна организација“ (УХРО) с циљем разбијања Југославије и успоставе независне Хрватске уз помоћ Италије. Тада узима наслов поглавника, а усташки покрет организује на војним и завереничким начелима. У другој половини 1931. године у Италији оснива први логор за војну обуку у месту Бовењо у покрајини Бреша, те иницира оснивање других таквих логора у Италији и Мађарској.
У Главном усташком стану 1. јула 1933. године обзнањује начела усташког покрета у 17 тачака, а као циљ покрета истиче успоставу самосталне и независне хрватске државе на читавом њеном историјском (које је измишљено као историјско) и етничком (у ком су половина били Срби) подручју, што се има право провести свим средствима, па и силом оружја. У складу са декларисаним начелима иницира и организује пропагандне акције, атентате и диверзије.
Припреме за терористичке акције су се наставиле на Липарима уз несебичну италијанску помоћ који су уз помоћ усташа настојали да сруше Југославију и запоседну далматинску обалу. Већ 1932. године једна група усташа се из Задра који је тада био у саставу Италије пребацила у Велебит и извршила напад на жандармеријску станицу у селу Брушане. Усташе су се надале да ће њихова акција изазвати масовни устанак, али осим мало штете на вратима и зиду жандармеријске станице ништа се значајније није десило и терористи су се вратили у Задар. У потрагу за њима у Лику су стигли одред војске и четници Косте Пећанца, па је главни организатор акције Андрија Артуковић морао да побегне. Претрес и истрага су резултовали разбијањем усташке мреже и хапшењем неких усташа од којих је најпознатији био усташки идеолог и будући министар Миле Будак (1939. након оснивања Бановине Хрватске су сви пуштени на слободу). Међутим, усташама се већ убрзо пружила прилика за нову акцију. Приликом посете Француској у Марсељу је 1934. године је убијен краљ Александар. Атентат је извршио припадник ВМРО Владо Черноземски, али су иза свега стајале усташе и као главни организатори Анте Павелић, Густав Перчец и Славко Кватерник.
Стога Павелић, заједно са Перчецом и Кватерником, је осуђен на смрт у одсутности од стране провинцијалног суда у Aix-en-Provence у Француској у фебруару 1936. Након марсејског атентата, под притиском Француске, италијанске га власти 17. октобра 1934. године хапсе и затварају у Торину где остаје у затвору све до 1936. године.
До краја октобра 1936. године довршава опсежни елаборат за немачко Министарство иностраних послова под насловом „Хрватско питање“. Након приближавања Југославије и Италије те споразума Ћано-Стојадиновић, 1. априла 1937. године издаје одредбу којом разрешава усташе радне службе и распушта све логоре на подручју Италије. У складу с тим усташе су расељене и изоловане по целој Италији, а он је интерниран, у Сијени до 1939. године.
Након пада Милана Стојадиновића, те италијанске окупације Албаније и припрема за напад на Југославију, позива га италијански министар иностраних послова гроф Ћано (23. јануара 1940) и договара с њим план акције који укључује подизање устанка у Хрватској, италијанску војну интервенцију, успоставу независне Хрватске под италијанском заштитом и њен улазак у монетарну и царинску, затим и у персоналну унију с Италијом.
Након београдских догађања 27. марта 1941. године први га пут прима Мусолини (29. марта), а када је Славко Кватерник у његово име прогласио Независну Државу Хрватску (НДХ) 10. априла 1941, поново га прима Мусолини дан касније, тј. 11. априла и одобрава му улазак у Хрватску. На челу групе усташа вратио се у Хрватску и преузео власт.

### НДХ и Други светски рат

#### Успостављање НДХ
Немци су желели масовну подршку за било коју владу нове хрватске марионетске државе коју би они поставили, да би могли да контролишу своју окупациону зону уз минимум својих снага и да мирно искоришћавају доступне ресурсе. Управа Бановине Хрватске била је под контролом савеза Хрватске сељачке странке Влатка Мачека и Самосталне демократске странке пречанских Срба. Мачек је имао велико популарност у хрватском народу, био је потпредседник југословенске владе премијера Драгише Цветковића, подржавао је југословенско приступање Тројном пакту и имао је већ организоване паравојне снаге у виду Хрватске сељачке и грађанске заштите. Због тога су Немци покушали да убеде Мачека да прогласи независност хрватске државе и образује владу. Када је Мачек одбио да сарађује, Немци су схватили да немају избора осим да подрже Павелића, иако су сматрали да усташе не могу да управљају државом на начин који су Немци желели. Поред неколико стотина усташа у емиграцији, Немци су проценили да Павелић у Југославији у тренутку инвазије има око 900 заклетих усташа, а саме усташе су сматрале да број њихових присталица износи око 40.000. Поред тога, Немци су сматрали Павелића италијанским агентом и Мусолинијевим човеком, али узевши да су друге истакнуте усташе као што је Павелићев доглавник Славко Кватерник били довољно пронемачки настројени да осигурају да ће њихови интереси бити испоштовани у било каквом режиму на чијем челу би стојао Павелић.
Славко Кватерник је 10. априла 1941. преко Радио-Загреба прогласио успостављање Независне Државе Хрватске у име поглавника Анте Павелића. Кватерник је деловао по наређењима СС-бригадефирера Едмунда Фезенмајера. Ова објава примљена је са одушевљењем у значајном делу хрватског народа, нарочито оних који су живели у Загребу и другим градовима, међутим, усташе су имале неку стварну подршку само у западној Херцеговини и Лици. Хрватска сељачка и грађанска заштита, у које су се инфилтрирале усташе, је помагала у разоружавању краљевске Југословенске војске и успостављању некакве контроле.
Усташе које су биле интерниране у Италији су скупљене у Пистоји, где су им дате италијанске униформе и лако наоружање. Павелић им се придружио 10. априла. Павелићев долазак у Пистоју је заправо био његов први сусрет са својим усташама након марсељског атентата. Ту им је одржао говор у ком је истакао да је њихова борба за независну Хрватску скоро готова. После тога се вратио у свој дом у Фиренци где је на радију чуо за Кватерникову објаву. Павелић је сутрадан 11. априла отишао у Рим, где га је примио Мусолини. После састанка у Риму, Павелић се са својом усташком пратњом укрцао на воз и стигао у Загреб преко Трста и Ријеке. У Карловац је стигао 13. априла са око 250-400 усташа, где га је дочекао Фезенмајер, кога је немачки министар спољних послова Јоахим фон Рибентроп задужио да надгледа оснивање НДХ. У Карловцу је Павелић упитан да ли је направио некакве обавезе према Италијанима, али је стигао и Мусолинијев изасланик Филипо Анфузо да осигура да ће Павелићеве изјаве по питању Далмације и признавању од стране сила Осовине бити примљене на задовољавајући начин код Хитлера и Мусолинија. Ова питања су била први знак немачко-италијанских тензија због НДХ. Дипломатско признање НДХ је одложено док се осигура да ће Павелић испунити обећане територијалне уступке Италији. То је значило да је Павелић морао да преда Италији око 5400 km² територије, на којој је живело око 380.000 становника, од тога 280.000 Хрвата, 90.000 Срба, 5.000 Италијана и 5.000 осталих. Када се Павелић на то обавезао, 15. априла је стигао у Загреб, а признавање сила Осовине је истог дана загарантовано.
Дан раније, 14. априла је Фезенмајер послао телеграм немачком Министарству спољних послова у коме Павелић и Кватерник моле Хитлера да их он и немачки министар спољних послова приме што пре како би изразили Хитлеру захвалност за признање НДХ и обећали да ће живети и умрети за Хитлера.
Сутрадан, као поглавник Независне Државе Хрватске 16. априла Павелић је потписао декрет о образовању владе НДХ. У влади је узео положај председника владе и министра иностраних послова. Декретом је Осман Куленовић именован за потпредседника владе, Славко Кватерник за Павелићевог заменика, а још осам истакнутих усташа је постављено за министре. Потом је основао Хрватско домобранство и организовао управну и дипломатску службу. По узору на Хитлера, усташки покрет постао је једини носилац политичке воље у земљи и мења му име у „Усташа - хрватски ослободилачки покрет“ (УХОП). Уједно је основао Главни усташки стан (ГУС) као организационо-политичку, а Усташку војницу и Усташку надзорну службу (УНС) као војно-полицијске полуге режима. Усташе су користили постојећу бирократију Бановине Хрватске, која је касније прочишћена и попуњена усташама. Нови режим се ослањао на концепт непрекинуте хрватске државе од њиховог досељавања, и одражаваће се у екстремном хрватском национализму са примесама нацизма, италијанског фашизма, католичког клерикалног ауторитаризма и политике о сељаштву Хрватске сељачке странке.
Павелић је покушавао да одуговлачи преговоре са Италијом око границе између две државе. У то време је добијао подршку од Берлина. Галеацо Ћано је инсистирао да Италија мора анектирати цело хрватско приморје, а после неког времена Немци су се повукли да би сачували немачко-италијанске односе. Павелић и Ћано су се поново састали 25. априла у Љубљани да поново разговарају о границама. Ћанов први предлог била је анексија целог хрватског приморја и залеђа све до Карловца. Други предлог је био мање захтеван, али уз чвршће везе са Италијом, укључујући монетарну, царинску и персоналну унију. Павелић је одбио и уместо тога је захтевао да Хрватска добије Трогир, Сплит и Дубровник. Ћано није одговорио, али је обећао нови састанак. Павелић је и даље рачунао на немачку подршку, али узалуд. Павелић и Мусолини су се састали 7. маја у Тржичу и договорили су се да се о овоме поново разговара у Риму. Павелић је отишао у Рим са својом делегацијом и потписао Римске уговоре. Тим уговорима велик је део далматинске обале, Крк, Раб, Корчула, Биоград, Шибеник, Сплит, Чиово, Шолта, Мљет и делови Конавла и Бока Которске предат Италији. Хрватски предлог да се Сплитом и Корчулом заједнички управља је био игнорисан. Даље, Павелић је пристао да именује принца Ајмонеа, војводу од Аосте за краља НДХ под именом Томислав II да би избегао унију са Италијом, али је одлагао формалности надајући се да ће добити више територија ако прихвати новог краља. Међутин, Ајмоне је добио и никада није владао у НДХ.
Као поглавник НДХ, Павелић је имао потпуну контролу над државом. Заклетва коју су полагали сви запослени у влади је истицала да Павелић представља суверенитет НДХ. Сама титула поглавник је представљала блиске везе НДХ и усташког покрета, пошто је он исту титулу носио и као вођа усташа. Даље, Павелић је доносио све значајне одлуке, укључујући и постављање министара и вођа у усташком покрету. Пошто НДХ није имала функционални сабор, Павелић је одобравао све законе, што га је учинило најмоћнијом особом у држави.
Због сарадње са крајње десним крилом популарне Хрватске сељачке странке, Павелићев режим је на почетку био прихваћен од већине Хрвата у НДХ.
Ускоро је Павелић посетио папу Пија XII, како би добио признање државности од Ватикана, али без успеха (мада је Ватикан послао амбасадора у Загреб), јер је Ватикан одржавао дипломатске везе са југословенском избегличком владом.
Почетком јуна 1941. први пут је посетио Хитлера, а 15. јуна 1941. године у Венецији је потписао приступање НДХ Тројном пакту. Павелић је 10. јуна морао да прихвати мађарску анексију Међимурја.

#### Почетак терора
У једном од првих аката по преузимању власти, Павелић је 14. априла потписао Декрет о очувању хрватске националне имовине, којим су стављене ван закона све велике трансакције имовине који су начинили Јевреји два месеца пре проглашења НДХ. Затим је 17. априла потписао Закон о одбрани народа и државе 17. априла 1941. који је наступао на снагу одмах, имао је ретроактивно дејство и прописао смртну казну за сваку акцију која наноси штету части и животним интересима НДХ. Овај закон је био први од три декрета којим су ефективно српско, јеврејско и ромско становништво у НДХ стављени ван закона и водило је ка њиховом прогону и уништењу. Павелић је 25. априла потписао закон којим је забрањена употреба ћириличног писма, што је директно погађало српско православно становништво и Српска православна црква у НДХ. Павелић је 30. априла потписао закон о националности, чиме су свим Јеврејима одузета држављанства НДХ, а закон су пратили будући закони који су ограничавали њихово кретање и боравак. Од 23. маја од свих Јевреја се захтевало да носе жуте идентификационе ознаке, а 26. јуна Павелић је издао декрет којим је окривио Јевреје за њихове активности против НДХ и наредио њихово затварање у концентрационе логоре.
Павелић је 9. јуна 1941. посетио Хитлера у његовој резиденцији Бергхоф код Берхтесгадена. Хитлер је саветовао Павелића да би требало да педесет година води политику националне нетрпељивости. Такође га је саветовао да прихвати словеначке прогнанике из дела Словеније које је анектирала Немачка и да депортује Србе на територију Територије војноуправног команданта Србије.
Као вођа НДХ, Павелић је главни инспиратор геноцидних радњи почињених у НДХ, и био је одговоран за кампање терора против Срба, Јевреја, Рома и Хрвата антифашиста, у шта је спадало организовање мреже концентрационих логора. Бројна сведочења са Нирнбершког процеса као и извештаји из немачких, талијанских и аустријских ратних архива сведоче о злочинима извршеним на цивилним становништвом. Осим Павелића као главног инспиратора геноцида, њему су највише помагали његови најближи сарадници Еуген Дидо Кватерник и министар унутрашњих послова Андрија Артуковић, који су били одговорни за планирање и организацију, док је Вјекослав Лубурић био тај који је извршавао наређења.
Односе унутар НДХ Павелић решава терором. Тако већ 17. јуна доноси законску одредбу за одбрану народа и државе, која вреди ретроактивно и предвиђа само једну казну, смртну, за дела повреде части и животних интереса хрватскога народа. У Хрватској је успоставио тоталитарни систем по узору на нацистички режим у Немачкој, донео расне законе, успоставио концентрационе логоре са циљем тоталнога истребљења Срба, Рома, Јевреја и антифашиста. Забранио је све странке и друштва, те успоставио диктатуру и култ личности.
Павелић се обрушио на цели српски народ у Хрватској и Босни и Херцеговини без разлике. То се односи у истој мери на Јевреје и Роме, од којих режиму није претила никаква опасност, за разлику од нпр. хрватских комуниста. Неки од првих већих покоља Срба су се догодили управо у подручјима као Подравина и Горски котар, и то над Србима који су гласали пре рата за Сељачко-демократску коалицију, дакле не као реторзија према великосрбима, него као средство терора и над најпомирљивијим Србима. Да се не ради само о ексцесима тзв. «дивљих усташа» (тј. појединаца који су пришли усташком покрету ради освете и профита), видљиво је и из законодавства НДХ, као и детаљно испланираних акција истребљења, како у селима, тако у концентрационим логорима попут јасеновачког. Модерни апологети Павелића који га покушавају колико –толико рехабилитовати прећуткују управо те кључне ствари: тоталитарну нарав система, његов положај, као и чињеницу да је већина усташких обрачуна била усмерена не на српске четнике и сличне противнике било каквога хрватства, него на обични српски народ које није исказивао у почетку ништа више од равнодушности или непријатељства.

#### Почетак оружаног отпора
До краја 1941. прихваћеност усташког режима међу већином Хрвата се претворило у разочарање и незадовољство, а због терора и безакоња који је спроводио режим поново су почела да се појављују пројугословенске тежње, заједно са прокомунистичким. Незадовољство се појачало када је Павелић наредио да се Влатко Мачек ухапси и пошаље у Јасеновац у октобру 1941, а до краја 1941. пропагандни леци ХСС су позивали сељаке на стрпљење пошто је „дан ослобођења близу“.
У јавности је стваран култ личности око Павелића. У ово је спадало увођење поздрава у стилу нациста, наглашавање да га је југословенски суд осудио на смрт у одсуству и стално понављање да је прошао кроз муке да би успоставио независност НДХ. Павелић је сазвао Сабор 24. јануара 1942. Сабор је заседао између 23. и 28. фебруара, али је он имао мало утицаја и после децембра 1942. није више сазиван.
У јуну 1942. Павелић се састао са генералом Маријом Роатом и њих двојица су се сложила да се усташка администрација може вратити у зону 3 осим у места са италијанским гарнизонима. Павелић се сложио са даљим присуством четничке Добровољачке антикомунистичке милиције и да ће Италијани интервенисати у зони 3 ако сматрају да је неопходно. Резултат овог договора је да су се Италијани углавном повукли из области у којима НДХ буквално није постојала и није имала начина да поново успостави своју власт. Ово је створило широку слабо брањену област од Санџака до западне Босне у којима су партизани и четници могли да делују. До средине 1942. Павелићев режим је ефективно контролисао само загребачку област уз неке веће градове у којима су се налазили јаки гарнизони НДХ и Немачке.
У другој половини 1942. врховни командант Југоистока генерал-пуковник Александер Лер и Глез фон Хорстенау су тражили од Хитлера да се постара да Павелић уклони неспособног Славка Кватерника и његовог сина Еугена Диду Кватерника. Хитлер је био бесан на Павелића што је својом политиком распламсао устанак у Хрватској, чиме је изгубио могућност употребе оружаних снага НДХ на источном бојишту, штавише, морао је давати своје снаге за гушење устанка у НДХ. Зато је позвао Павелића у свој штаб у Виници (Украјина) на дан 23. септембра 1942. године. Павелић се сложио приликом посете Хитлеру у Украјини септембра 1942. Следећег месеца Славку Кватернику је дозвољено да оде у Словачку, и Еуген је пошао са њим. Затим их је Павелић искористио као жртвене јарце и за терор током 1941-1942. и за неуспех да снаге НДХ успоставе ред и мир у држави.

#### После капитулације Италије
Након пуча маршала Пјетра Бадоља и пада Мусолинија, Павелић је напустио место председника владе и 2. септембра 1943. на то место је именовао Николу Мандића, а након капитулације Италије, 10. маја 1943. године објавио изјаву о поништењу Римских уговора, припајању делова Далмације коју су окупирали Италијани НДХ, одбацио је понуду да престо Хрватске припадне династији Савоја и понудио амнестију Хрватима коју су се придружили партизанима. Међутим, Немци су окупирали некадашње италијанске окупационе зоне, укључујући руднике и важна пољопривредна подручја. До новембра 1943. Павелић и његов режим су контролисали само мали део територије НДХ, а до марта 1944. СС-бригадефирер и генерал-мајор Вафен-СС Ернст Фик је приметио да „кад је реч о власти и моћи, др. Анте Павелић је тек градоначелник Загреба, без предграђа“.
Свесни чињенице да ће Немачка изгубити рат, неколико домобранских официра је покушало да заједно са ХСС води тајне преговоре са западним Савезницима о преласку НДХ на страну Савезника. У разговорима са ХСС су учествовали министри Младен Лорковић и Анте Вокић. Павелић је знао за Лорковићеву и Вокићеву заверу, али није предузимао ништа. Њих двојица су погрешно претпоставили да Павелић одобрава њихов план. Када су Немци сазнали за планирање пуча, Павелић је наредио да се Лорковић и Вокић ухапсе, заједно са неколико домобранских официра и припадника ХСС. Павелић је судбину НДХ још више везао уз судбину нацистичке Немачке, интензивирањем терора према свима које се сумњичи за издају као и интеграцијом Хрватског домобранства и Усташке војнице.

#### Крај НДХ
Видевши пропаст Немачке и свестан да Хрватске оружане снаге не могу да се одупру комунистима, Павелић је тек пред сам крај рата покушао да за свој режим и државу тражи политичке алтернативе свом дотадашњем савезнику. Тако је у априлу 1945. учествовао је у комбинацијама Драгољуба Михаиловића и Лава Рупника о стварању српско-хрватско-словенског антикомунистичког блока, који би био стављен под заштиту западних Савезника. Да би се олакшала предаја НХД Британцима, влада НДХ је 4. и 5. маја послала две мисије Британцима са меморандумом хрватске владе. Прву мисију су пресрели припадници Југословенске армије, док су чланове друге мисије, у којој је био државни секретар Вјекослав Вранчић, Британци ухапсили. Опште расуло и паника изазвана пробојем Сремског фронта су довели да Павелић кришом напусти Загреб 6. маја 1945. оставивши своју војску и државну управу. Павелић се са делом своје војске покушао да повуче у Аустрију, због чега се неколико група од неколико десетина хиљада хрватских војника и цивила почело повлачити на северозапад без неке јасне стратегије.
Павелић је 8. маја сазвао последње заседање владе НДХ у Рогашкој Слатини. На том састанку генерал Александер Лер је информисао хрватску владу о немачкој капитулацији и предао Павелићу команду над снагама НДХ. Павелић је потом именовао генерала Вјекослава Лубурића за команданта хрватске војске. Касније истог дана Павелићев конвој је ушао у совјетску окупациону зону Аустрије, одвојен од остатка владе НДХ који је отишао у британску окупациону зону. Павелићева група се пробила до америчке окупационе зоне и 18. маја стигла у село Лајнграјт код Радштата у ком су Павелићева супруга Мара и њихово двоје деце живели од напуштања НДХ у децембру 1944.
Павелић је 8. маја наредио да колоне избеглица наставе да иду у Аустрију и да се не предају снагама Југословенске армије, већ Британцима. Међутим, Британци су одбили да прихвате њихову предају, већ су их вратили назад половином маја и део су касније погубили комунисти. Велики број избеглица је успорио повлачење, учинио неизводљивом предају код западних савезника и на крају је проузроковао мишљење да они нису били ништа друго од људског штита за усташе. Због овог напуштања хрватских војника и цивила, касније генерације хрватских емиграната су оптуживале Павелића за кукавичлук.
Павелићева породица је даље живела у америчкој окупационој зони.

## Немци о усташама
Рецепт за православне, који је примио усташки вођа и поглавник, председник Независне Државе Хрватске, Анте Павелић, подсећа на најкрвавије религиозне ратове: Једна трећина мора да постане католичка, једна трећина мора да напусти земљу, а једна трећина мора да умре. Последња тачка програма била је и спроведена у дело. Када усташке вође причају о томе да су заклали милион православних Срба - укључујући бебе, децу, жене и старце то је онда, по мени, претеривање и самохвалисање. На основу извештаја који су стигли до мене, процењујем да број невиних, ненаоружаних, закланих Срба износи око 750.000.

Када сам, по ко зна који пут, у Главном штабу ставио на дневни ред извештаје о истински ужасним стварима које се одвијају у Хрватској, Хитлер ми је овако одговорио: 'И ја сам поглавнику казао да није могуће само тако искоренити ту мањину, јер је она, једноставно, превелика. - Да, када би човек тачно знао где је граница уништавања једног народа"!— Херман Нојбахер
О Павелићу и усташама према ономе што кажу њихови покровитељи и надзорници – Хитлеров Гестапо и опуномоћени генерал за НДХ Едмунд Глез фон Хорстенау:
У поверљивој студији шефа Гестапоа за НДХ Ханса Хелма, који је 14. јануара 1943. године предао немачком посланику Касцхеу и генералу Хорстенау под насловом »Основе партизанске опасности« Хелм се залаже за уклањање предуслова који су људе натерали у »загрљај комуне« и додаје: »Српство даје највише припадника партизана јер је било најсвирепије погођено... нови је режим у Хрватској отпочео с погромима уништавања и истребљивања Срба, којима су се, јавним изјавама прикључили и највиши врхови владе, прихвативши их као главни државни циљ. Што се под притиском устанка,
током времена, с меродавне усташке стране говорило друкчије и што се спомињало чак и измирење, те није више могло поправити штету коју је, на пример, учинио др. Миле Будак, садашњи посланик у Берлину...«
Опуномоћени генерал Хорстенау написао је у своме извештају, између осталог: »Усташки покрет је почињеним погрешкама, злочинима и појавама корупције тако компромитован, да би државна егзекутива (домобранство и редарство) морала бити од њега одвојена, чак уз напуштање сваке спољне повезаности...« У тој паници пред својим господарима, Павелић је промеморијом од 11. новембра 1942. године прихватио да све своје полицијске акције претходно најави немачком генералу.

### Послератни период
Загреб је напустио 6. маја 1945. године, а 8. маја ујутру у Рогашкој Слатини командантом хрватске војске и повлачења именовао је Вјекослава Макса Лубурића те је напустио Главни стан и војску па преко Аустрије и Италије отишао у Аргентину. У томе му је помогао Крунослав Драгановић, хрватски фратар и представник НДХ при Ватикану. Задатак Крунослава Драгановића је да издаје лажна документа усташким и нацистичким злочинцима и да их пребацује у Јужну Америку.
Југославија је најкасније од 1951. тражила од Аргентине Павелићево изручење, али је Перонова влада одбацивала ове захтеве, тврдећи да Павелић није у Аргентини и да између Југославије и Аргентине не постоји споразум о изручењу. Павелић се повукао из јадности, али је наставио са покушајима обнове усташког покрета. Са Миланом Стојадиновићем, бившим југословенским премијером, који је такође живео у Буенос Ајресу, састао се 1954. Предмет њиховог састанка је било састављање плана о Великој Хрватској и Великој Србији које би замениле Југославију. Састанак је изазвао контроверзу, али није имао никакав реалан значај. Павелић и друге усташе су 8. јуна 1956. основали Хрватски ослободилачки покрет (ХОП), чији је циљ био обнова НДХ. ХОП је себе сматрао „одлучним противником комунизма, атеизма и Југославије у било ком могућем облику“. Павелић се често обраћао Хрватима у егзилу. Против Павелића оптужница је 1956. и власти Југославије су неколико пута од Аргентине тражили изручење Павелића, али је оно увек било одбијено из разних разлога. У послератној Југославији је сматран за једног од највећих ратних злочинаца Другог светског рата.

### Рањавање и смрт
Тито није успео да му Павелић буде изручен, али постоје озбиљне сумње да је Титова државна безбедност настојала да убије део својих противника који су били изван Југославије. Након покушаја атентата на Павелића 10. априла 1957. године у предграђу Ломас дел Паломар у Буенос Ајресу, он се склонио у Шпанију у којој владао последњи фашистички диктатор у Европи Франко. Покушај атентата је извршио Благоје Јововић, а дан је биран с намером јер је тог дана била прослава „Дана независности” хрватско-усташке емиграције у Аргентини (и у целом усташко-хрватскоме расејању), односно стварања нацистичке државе НДХ (10. април) чији је Павелић био поглавник. У Шпанији се Павелић покушао опоравити од рањавања у једном католичком манастиру у Мадриду, а умро је у децембру 1959. Никада није изашао из болнице.
Није поуздано утврђено ко је извршио атентат на њега. Поред Титове државне безбедности постоје и други осумњичени. Долазило је до сукоба међу самим усташама у иностранству, тако да је покушај убиства могао бити последица њиховог унутрашњег сукоба. Наравно постојали су сукоби и између српских националиста и усташа. Тако да су и српски националисти могли бити извршиоци атентата. По речима српскога историчара Милана Ст. Протића, иза атентата није стајао Броз (који није имао вољу да елиминише Павелића), већ Слободан Пенезић Крцун и Милан Стојадиновић.
Премда је у историји остао забележен као изразито негативна појава, Анте Павелић има поштовање поклоника и подршку неких црквених лица у Хрватској, ХЧСП-а, ХСП-а али и једног дела Хрватске сељачке странке и ХДЗ-а.